# Renzo Zaffanella

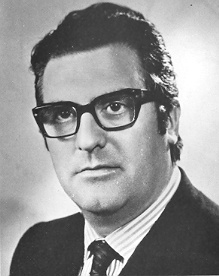
Retrato de Renzo Zaffanella

Renzo Zaffanella (23 de outubro de 1929 – 4 de outubro de 2020) foi um político italiano.

## Biografia
Membro do Partido Socialista Italiano, Zaffanella sentou-se na Câmara dos Deputados representando Mântua e Cremona de 1968 a 1978. Ele foi eleito prefeito de Cremona em 1980 e serviu até 1990.